# عضرفوط طاسيلي
عَضْرَفُوط طاسيلي (الاسم العلمي: Agama tassiliensis) هو نوع من العظاء يتبع فصيلة العضرفوطيات. وهي عظاءة صغيرة توجد في مالي والنيجر والجزائر وليبيا.